# J. Cole
Jermaine Lamarr Cole (sinh ngày 28 tháng 1 năm 1985), được biết đến với nghệ danh J. Cole, là một rapper, ca sĩ, nhạc sĩ và nhà sản xuất thu âm người Mỹ. Sinh ra tại một căn cứ quân sự ở Đức nhưng lớn lên ở Fayetteville, Bắc Carolina, Cole ban đầu được công nhận là một rapper sau khi phát hành bản mixtape đầu tay của mình, The Come Up, vào đầu năm 2007. Ý định tiếp tục theo đuổi sự nghiệp solo với tư cách là một rapper, anh tiếp tục phát hành hai bản phối âm bổ sung, The Warm Up và Friday Night Light sau khi ký hợp đồng với dấu ấn Roc Nation của Jay-Z vào năm 2009.
Cole phát hành album phòng thu đầu tay của mình, Cole World: The Sideline Story, vào năm 2011. Nó xuất hiện ở vị trí số một trên Billboard 200 của Hoa Kỳ và sớm được Hiệp hội Công nghiệp ghi âm Hoa Kỳ (RIAA) chứng nhận bạch kim. Hai bản phát hành tiếp theo của anh, Sinh năm 2013 và Forest Hills Drive 2014, nhận được đánh giá tích cực từ các nhà phê bình, và cả hai đều được chứng nhận bạch kim tại Hoa Kỳ. Người thứ hai đã mang về cho anh đề cử giải Grammy đầu tiên cho Album Rap hay nhất. Vào tháng 12 năm 2016, Cole đã phát hành album phòng thu thứ tư của mình 4 Your Eyez Only. Album ra mắt ở vị trí số một trên bảng xếp hạng Billboard 200 và được chứng nhận bạch kim vào tháng 4 năm 2017. Album thứ năm của anh, KOD, được phát hành vào tháng 4 năm 2018. Album đã ra mắt trên Billboard 200, khiến nó trở thành album thứ năm của anh đạt vị trí số một trên bảng xếp hạng.
Tự học piano, Cole cũng đóng vai trò là nhà sản xuất cùng với sự nghiệp hip-hop của mình, sản xuất đĩa đơn cho các nghệ sĩ như Kendrick Lamar và Janet Jackson, cũng như xử lý phần lớn sản xuất trong các dự án của riêng mình. Ông cũng đã phát triển các liên doanh khác, bao gồm Dreamville Records, cũng như một tổ chức phi lợi nhuận có tên Dreamville Foundation. Vào tháng 1 năm 2015, Cole quyết định cho các bà mẹ đơn thân thuê nhà miễn phí tại ngôi nhà thời thơ ấu của mình ở Fayetteville, Bắc Carolina.

## Đầu đời
Jermaine Lamarr Cole sinh ngày 28 tháng 1 năm 1985, tại một căn cứ quân sự của Mỹ ở Frankfurt, Tây Đức. Cha anh là một cựu chiến binh người Mỹ gốc Phi, từng phục vụ trong Quân đội Hoa Kỳ, và mẹ anh, Kay, là một người Mỹ gốc Âu da trắng làm nhân viên bưu điện cho Dịch vụ Bưu chính Hoa Kỳ. Cha của Cole sau đó đã từ bỏ gia đình khi còn trẻ, khiến mẹ anh phải chuyển Cole và anh trai của anh, Zach Cole, đến Fayetteville, Bắc Carolina. Cole lớn lên trong một môi trường đa sắc tộc, và khi được hỏi về việc dân tộc của anh đã tác động đến anh ta chặt chẽ như thế nào, Cole nhận xét: "Tôi có thể đồng cảm với người da trắng, vì tôi biết mẹ tôi, bên cạnh gia đình, người tôi yêu. Nhưng vào cuối ngày, [Tôi] không bao giờ cảm thấy trắng. Tôi có thể xác định [với người da trắng] nhưng tôi chưa bao giờ cảm thấy mình là một trong số họ. Tôi xác định nhiều hơn với những gì tôi trông như thế nào, bởi vì đó là cách tôi được đối xử [nhưng] không nhất thiết theo cách tiêu cực ". Khi còn trẻ, Cole thể hiện sự yêu thích với bóng rổ và âm nhạc, và từng là nghệ sĩ violin đầu tiên cho Dàn nhạc Terry Sanford cho đến năm 2003.
Cole bắt đầu rap từ năm 12 tuổi và xem đó là một nghề lý tưởng vào năm 2000, khi mẹ anh mua một bộ lấy mẫu âm nhạc ASR-X làm quà tặng Giáng sinh. Trong giai đoạn này, Cole tăng cường nhấn mạnh vào việc cải thiện kỹ năng sản xuất của mình, sau đó bắt đầu sản xuất ban đầu dưới bút danh Trị liệu. Cole sau đó hợp tác với nhóm nhạc địa phương Bomm Sheltuh, đọc rap và sản xuất như một thành viên của nhóm.
Sau khi tốt nghiệp trung học với điểm trung bình 4.2, Cole quyết định rằng cơ hội đảm bảo hợp đồng thu âm của anh sẽ tốt hơn ở thành phố New York. Anh chuyển đến đó và nhận học bổng vào Đại học St. John's. Ban đầu học chuyên ngành khoa học máy tính, Cole sau đó chuyển sang giao tiếp và kinh doanh sau khi chứng kiến cuộc sống của một giáo sư khoa học máy tính cô đơn. Tại trường đại học, Cole là chủ tịch của Haraya, một liên minh sinh viên châu Phi. Ông tốt nghiệp magna cum laude năm 2007, với điểm trung bình 3,8. Mặc dù tốt nghiệp, Cole sẽ chính thức nhận bằng trong buổi hòa nhạc tại quê nhà vào năm 2015, tiết lộ rằng anh đã nợ tiền một cuốn sách thư viện, khiến trường đại học không cấp bằng cho anh.
Cole sau đó đã làm việc bán thời gian khác nhau ở Fayetteville, bao gồm một nhân viên bán hàng quảng cáo làm việc cho một tờ báo, một người thu thập hóa đơn, một nhân viên bán hồ sơ và một linh vật chuột túi ở một sân trượt băng.

## Nghề nghiệp

### 1999-2008: Công việc ban đầu và Mixtape ban đầu
Sau khi trở thành cảm hứng âm nhạc của Canibus, Nas, Tupac và Eminem, Cole và anh họ đã làm việc để phát triển sự hiểu biết cơ bản về cách gieo vần và chơi chữ, cũng như bắt đầu học cách xen vào cách kể chuyện trong lời bài hát của họ. Vào năm 14, Cole đã có nhiều máy tính xách tay chứa đầy ý tưởng bài hát, tuy nhiên, không thể tạo ra tiết tấu ngoài cách lấy mẫu. Mẹ của Cole sau đó đã mua cho anh chiếc máy trống Roland TR-808 để hiểu thêm về sản xuất của Cole. Trong ba năm tiếp theo, anh bắt đầu đăng các bài hát trên nhiều diễn đàn internet dưới biệt danh Blaza, nhưng sau đó chuyển sang tên Therapist.
Cole sau đó đã mở rộng sản xuất của mình để tạo ra toàn bộ nhạc cụ có giá trị của CD, và đi đến Roc the Mic Studio, với hy vọng chơi nó cho Jay Z khi anh ấy đang tham gia các buổi ghi âm cho American Gangster. Cole đã đợi hơn ba tiếng đồng hồ, trước khi bị Jay Z loại bỏ. Cole sau đó đã sử dụng CD làm bối cảnh cho bản mixtape đầu tay của mình, The Come Up.

### 2009-2010: Mixtapes và Roc Nation ký hợp đồng

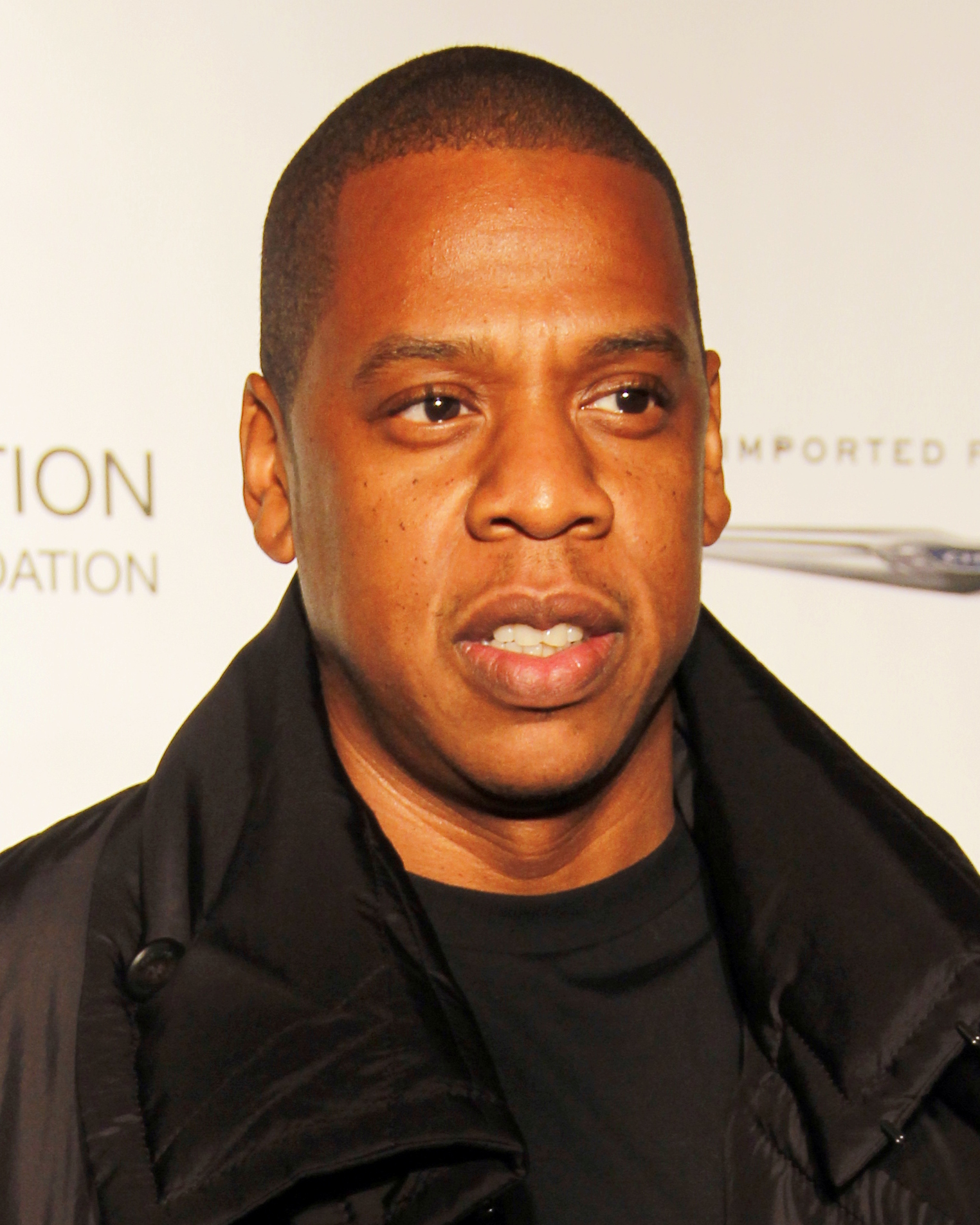
Cole là nghệ sĩ đầu tiên ký hợp đồng với Roc Nation của Jay-Z năm 2009.

J. Cole đã phát hành bản mixtape thứ hai của mình, The Warm Up, vào ngày 15 tháng 6 năm 2009 được đánh giá tích cực. Cole xuất hiện trong album The Blueprint 3 (2009) của Jay Z, trong ca khúc "A Star Is Sinh". Anh ấy được đặc trưng trong cả album đầu tay của Wale, Chú ý thiếu hụt (2009) và mixtape Back to the Feature (2009), tương ứng. Vào tháng 1 năm 2010, Cole, cùng với người bạn đời Jay Electronica và Mos Def xuất hiện trên đĩa đơn của Talib Kweli và Hi-Tek, " Just Begun " để theo dõi album Train of Th Think (2000) của Reflection Eternal Cuộc cách mạng mỗi phút (2010). Cole cũng xuất hiện trên mixtape của B.o.B ngày 25 tháng 5 (2010), trong bài hát "Gladiators", được sản xuất bởi Nhà giả kim.

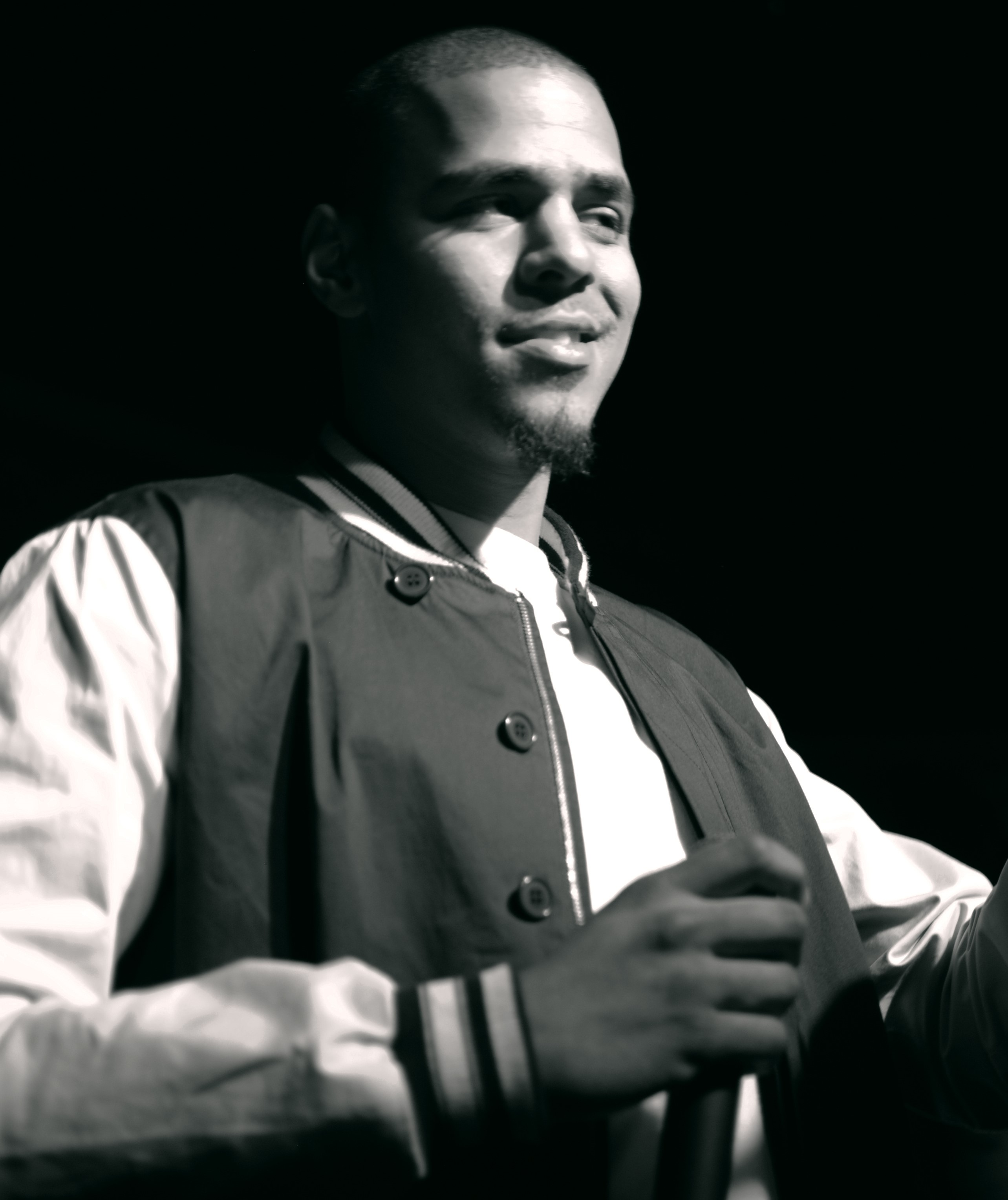
Cole biểu diễn tại South by Southwest năm 2010

Đầu năm 2010, Cole được chọn là một trong "50 nghệ sĩ đột phá vĩ đại" của tạp chí Beyond Race, anh xếp hạng 49, dẫn đến câu chuyện trang bìa về vấn đề số 11 của ấn phẩm, cũng như hỏi đáp cho trang web của tạp chí. Anh cũng được giới thiệu trong Top Ten Freshmen phiên bản 2010 của Tạp chí XXL, một ấn phẩm hàng năm tập trung vào các rapper mới. Cole bắt đầu một chuyến tham quan trường đại học từ ngày 19 tháng 3 năm 2010 đến ngày 30 tháng 4 năm 2010 kết thúc tại New Brunswick, NJ tại Đại học Rutgersfest hàng năm của Đại học Rutgers. Chuyến lưu diễn cũng có một điểm dừng tại Đại học Syracuse cho một chương trình với rapper đồng nghiệp, Wiz Khalifa. Vào ngày 31 tháng 3, anh ấy đã biểu diễn một bài hát mới có tên " Ai Đạt " và phát hành bài hát dưới dạng đĩa đơn vào ngày 30 tháng 4 năm 2010  Cole cũng được giới thiệu trong bài hát "Still The H Hot" của Young Chris cũng như đĩa đơn đầu tay của Miguel " All I Want Is You ". Ngoài ra, Cole đã được giới thiệu trên một bài hát có tựa đề "We On", một bài hát không thể lọt vào danh sách ca khúc cuối cùng cho DJ Khaled's Victory LP.
Để kỷ niệm ngày phát hành bản mixtape The Warm Up, J. Cole đã phát hành một bản tự do mang tên "The Last Stretch" vào ngày 15 tháng 6 năm 2010. Vào ngày 21 tháng 6 năm đó, J. Cole đã công chiếu video âm nhạc cho đĩa đơn đầu tiên "Ai Đạt" trong chương trình BET 106 &amp; Park. Vào tháng 8 năm 2010, Cole đã được trao giải Nam nghệ sĩ của năm của UMA nhờ bản phối âm The Warm Up và một hợp đồng cao cấp với nhãn hiệu Roc Nation của Jay Z tại Giải thưởng âm nhạc ngầm 2010. Trong một cuộc phỏng vấn vào tháng 7 năm 2010, J. Cole đã tiết lộ ba bài hát sẽ xuất hiện trong album đầu tay của anh: "Dreams", "W Do not Be Long" và "Never Told", được sản xuất bởi No ID  vào ngày 30 tháng 10 năm 2010, một bản demo có tên "Tôi đang về nhà" đã bị rò rỉ trên internet. Cole đã thu âm bài hát này như một bài hát tham khảo cho Diddy, sau này trở thành " Come Home " ngoài Last Train to Paris (2010). Vào ngày 12 tháng 11 năm 2010, J. Cole đã phát hành bản mixtape chính thức thứ ba của mình có tựa đề Thứ sáu đêm ánh sáng. Đoạn băng bao gồm các tính năng từ Drake, Wale và Omen với hầu hết các sản phẩm được xử lý bởi chính Cole.

### 2011-2012:Cole World: The Sideline Story

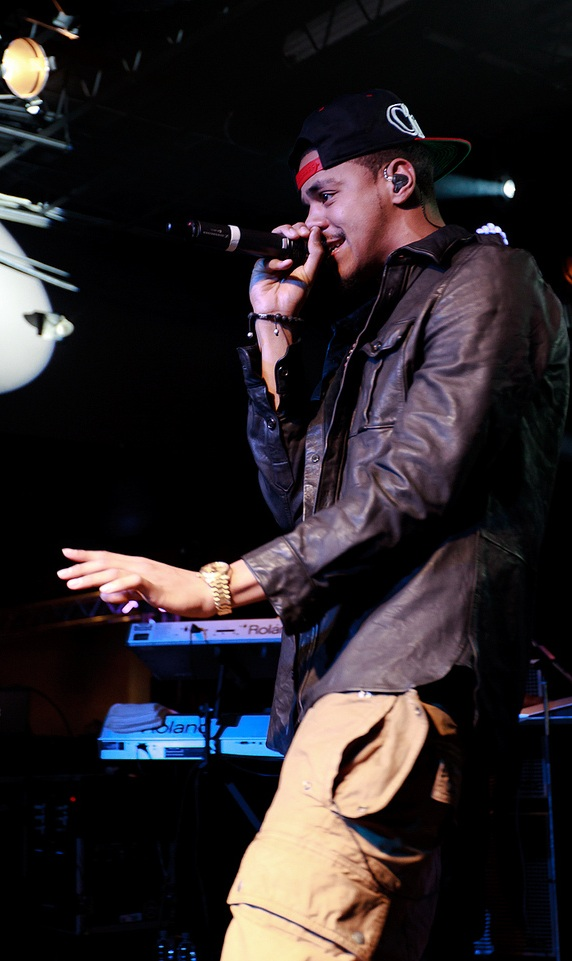
Cole biểu diễn ở Toronto trong Cole World... Tour thế giới năm 2011

Cole đóng vai trò là người hỗ trợ cho Drake trong Light Dreams và Nightmares UK Tour, từ ngày 5 tháng 1 năm21, 2011. Vào tháng 4 năm 2011, " HiiiPoweR ", một bài hát Cole được sản xuất cho Mục.80 (2011) của Kendrick Lamar đã được phát hành. Đĩa đơn là sự hợp tác đầu tiên trong số nhiều sự hợp tác đến từ hai người. Vào ngày 22 tháng 5 năm 2011, Cole đã phát hành một bài hát có tên "Return of Simba", bài thứ ba trong loạt bài hát "Simba", sau "Simba" và "Grown Simba". Cole cố tình tránh phát hành tiêu đề album đầu tay của mình vì sợ sự không nhất quán, chỉ thông báo rằng Jay-Z sẽ được xuất hiện trong album đầu tay của anh ấy. Cole sau đó đã phát hành đĩa đơn tiếp theo của mình cho "Who Dat", đĩa đơn của album, " Work Out " vào ngày 15 tháng 6 năm 2011, để vinh danh kỷ niệm lần thứ hai của bản mixtape rất được hoan nghênh của anh ấy, The Warm Up. Bài hát do Cole tự sản xuất, lấy mẫu " Kế hoạch tập luyện mới " của Kanye West và nội suy " Straight Up " của Paula Abdul. Bài hát sau đó trở thành một bản hit, đứng đầu một số bảng xếp hạng âm nhạc.   
Vào ngày 31 tháng 7, Cole đã lên Twitter để thông báo Bất kỳ Chủ nhật nào, gợi nhớ đến Thứ Sáu TỐT của Kanye West, một tặng phẩm âm nhạc miễn phí hàng tuần. Cole viết "Mỗi Chủ nhật cho đến khi album rơi, tôi sẽ trở lại với một cái gì đó. Có lẽ chỉ 1 bài hát, có thể là một video, tùy thuộc vào cảm giác của tôi. " Đối với phần thứ ba của sê-ri, Cole đã đến Uux để cập nhật cho người hâm mộ về album và phát một vài bản nhạc không chọn trong danh sách bản nhạc cuối cùng. Vào ngày 15 tháng 8, video âm nhạc cho "Work Out" được công chiếu trên YouTube, Vevo và 106 & Park. Vào ngày 22 tháng 8, Cole đã phát hành ảnh bìa album đầu tay của mình, được thiết kế bởi Alex Haldi cho Bestest Amiăng, người mà Cole đã thu âm một bài hát, có tựa đề "Killers", cho bản mixtape của Haldi's The Glorification of Gangster. Đối với phần thứ tư vào ngày 29 tháng 8, anh đã phát hành danh sách ca khúc của album đầu tay của mình, một lần nữa thông qua Twitter.
Vào ngày 30 tháng 8, sau khi một phiên bản chưa hoàn thành đã bị rò rỉ trước đó, " Không thể đủ " với ca sĩ R & B Trey Songz đã được phát hành dưới dạng đĩa đơn thứ hai của album. Trong khi ở Barbados cho buổi biểu diễn cuối cùng của mình với tư cách là tác phẩm mở đầu chính thức cho Chuyến lưu diễn lớn của Rihanna, Cole đã quay video âm nhạc cho "Không thể đủ" với Songz và Rihanna, người đã xuất hiện trong vai khách mời. Video, do Clifton Bell đạo diễn, được phát hành vào ngày 14 tháng 9 năm 2011. Ngoài ra, vào đầu ngày 25 tháng 9, hai ngày trước khi phát hành album, Cole đã phát hành video âm nhạc cho ca khúc phần thưởng iTunes "Daddy's Little Girl".
Cole World: The Sideline Story được phát hành ngày 27 tháng 9 năm 2011 ra mắt ở vị trí số một trên bảng xếp hạng Billboard 200 của Hoa Kỳ, với 218.000 bản trong tuần đầu tiên bán ra. Tính đến  ngày 2 tháng 12 năm 2011, album được chứng nhận vàng bởi Hiệp hội Công nghiệp ghi âm Mỹ (RIAA) cho các lô hàng và doanh số 500.000 bản. Vào ngày 7 tháng 2 năm 2012, đĩa đơn thứ ba và cuối cùng trong album đầu tay của Cole đã được phát hành. Bài hát có tựa đề " Nobody's Perfect " có sự tham gia của nữ rapper nổi tiếng Missy Elliott, đánh dấu sự trở lại với âm nhạc của cô. Tính đến  tháng 12 năm 2016, album đã bán được 855.000 bản tại Hoa Kỳ.

### 2013:Sinh ra SinnervàTruly Yoursseries
Vào ngày 24 tháng 10 năm 2011, trong một cuộc phỏng vấn với chương trình buổi sáng Rise & Grind của Hot 106, Cole tiết lộ anh đã bắt đầu làm việc cho album phòng thu thứ hai của mình, với hy vọng phát hành nó vào tháng 6 năm 2012. Anh ấy cũng tuyên bố rằng album sẽ bao gồm những bài hát không thể ra mắt, nói rằng "Tôi không biết có bao nhiêu, nhưng tôi có những bài hát không tạo ra album cuối cùng sẽ tự động tạo ra bài hát này", anh ấy cho biết, tiết lộ ngày phát hành: "Tháng Sáu. Cuối tháng sáu, có thể là tháng sáu. " 
Vào ngày 6, 7 và 8 tháng 11, Cole đóng vai trò là người hỗ trợ cho Tinie Tempah, xuất hiện tại Trung tâm Quốc tế Bournemouth; Đấu trường Liverpool Echo, Đấu trường Motorpoint Cardiff, Cardiff, Wales; Đấu trường LG, Birmingham, Anh; Đấu trường SECC, Glasgow, Scotland; và Đấu trường MEN, Manchester.
Cole được đề cử Nghệ sĩ mới xuất sắc nhất tại lễ trao giải Grammy 2012, nhưng thua Bon Iver. 
Cole chơi cho đội bóng phương Đông trong trò chơi người nổi tiếng cuối tuần NBA All-Star 2012. Vào ngày 24 tháng 2 năm 2012, Cole đã đạt được hai triệu người theo dõi trên Twitter và ăn mừng bằng cách phát hành bài hát "Grew Up Fast". Vào ngày 1 tháng 3 năm 2012, Cole trở về quê nhà, Fayetteville, Bắc Carolina. Để chào mừng sự trở lại của mình, anh đã phát hành bài hát "Visionz of Home", và phát động một sự kiện mang tên "Dreamville Cuối tuần" để truyền cảm hứng cho giới trẻ của quê hương để đạt được những điều tuyệt vời. Cole biểu diễn lần đầu tiên ở châu Phi trong lễ khai mạc Big Brother Africa 7 vào ngày 6 tháng 5 năm 2012, cùng với Camp Mulla, P-Square, Naeto C, Flavor N'abania, Davido và Aemo E'Face.
Vào ngày 14 tháng 5, Cole thông báo rằng anh đang thực hiện một album hợp tác với Kendrick Lamar, nói trong một cuộc phỏng vấn với Bootleg Kev rằng "Tôi mới bắt đầu làm việc với Kendrick vào một ngày khác. Chúng tôi đã nhận được nó, cuối cùng, một lần nữa. Chúng tôi có thể có bốn hoặc năm [bài hát] cùng nhau ", đồng thời nói rằng dự án sẽ tập trung hơn và cuối cùng được phát hành sau khi Born Sinner đã được phát hành. Vào ngày 26 tháng 7, anh ấy đã trở lại Twitter sau 100 ngày vắng bóng và tiếp tục tiết lộ và phát hành bài hát mới của mình, "The Cure", trong đó anh ấy đã gợi ý về một album mới. Vào ngày 20 tháng 10, anh ấy đã thông báo tại một chương trình trực tiếp rằng album thứ hai của anh ấy đã hoàn thành và anh ấy đã đợi cho đến khi Lamar phát hành đứa trẻ ngoan, m. Thành phố AAd để tiết lộ nó.

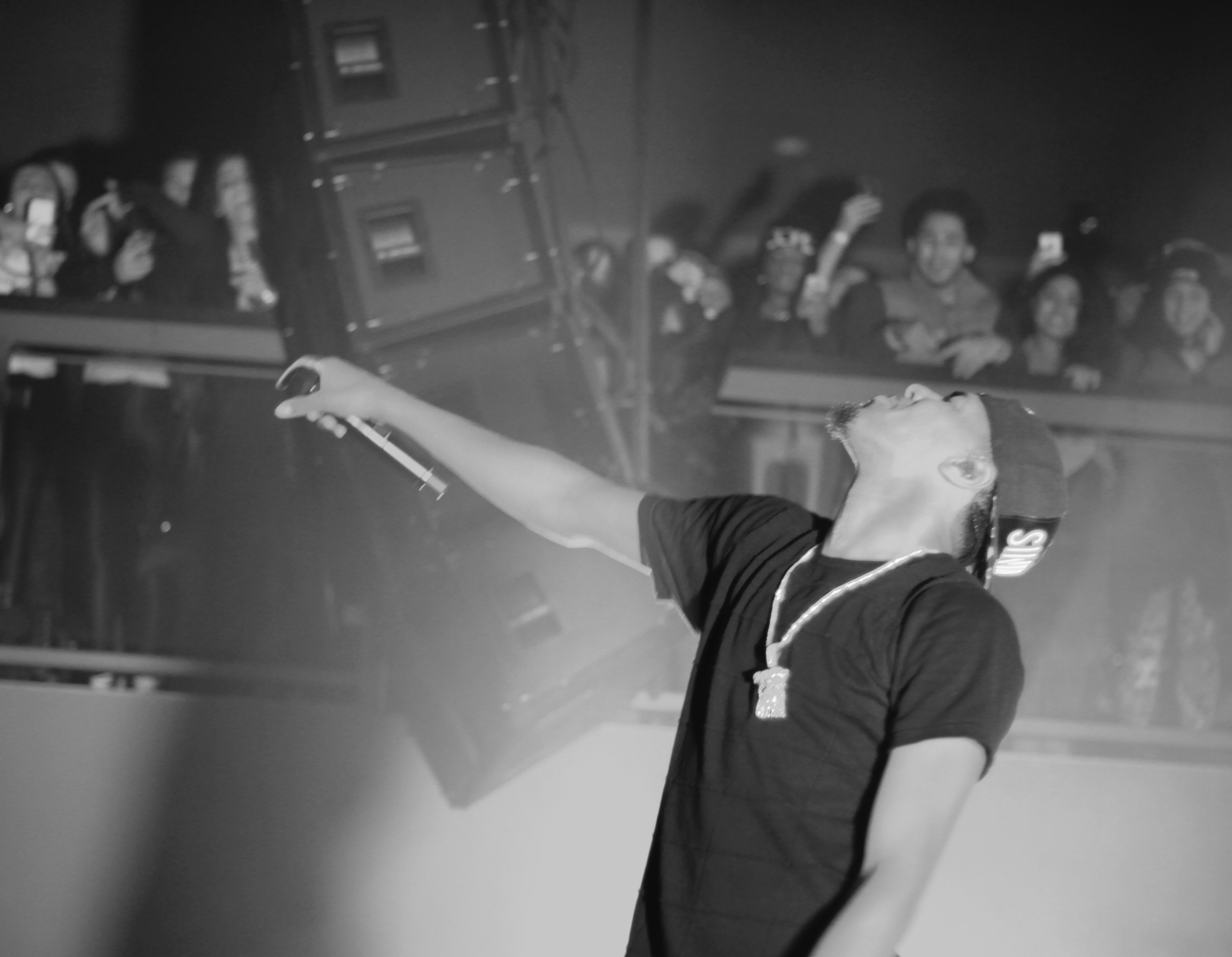
Cole biểu diễn trong chương trình What Dreams May Come

Vào ngày 5 tháng 11, Cole đã tiết lộ tiêu đề của album thứ hai của mình, Born Sinner, cũng như ngày phát hành dự kiến vào ngày 28 tháng 1 năm 2013, thông qua Ustream. Vào ngày 13 tháng 11 năm 2012, Cole đã phát hành một đĩa đơn quảng cáo cho album, mang tên "Miss America". Cole nói rằng anh ấy hy vọng "Hoa hậu Mỹ" sẽ chuyển âm nhạc sang một hướng khác, và thêm rằng anh ấy biết đó sẽ không phải là một hit lớn trên radio. Ông nói thêm, "Đối với tôi," Hoa hậu Mỹ "thay đổi mọi thứ một chút, nó thay đổi cuộc trò chuyện, đưa nó theo hướng tích cực hơn, bình luận thô thiển hơn, xã hội hơn... Bất kỳ loại bình luận nào là tốt so với những gì một người bình thường là những ngày này. Đó là mục đích của tôi, là thay đổi văn hóa một chút, thay đổi cuộc trò chuyện. Không ai mong đợi điều đó cho đĩa đơn đầu tiên của bạn. " 
Vào ngày 31 tháng 12 năm 2012, Cole tiết lộ rằng Born Sinner sẽ không được phát hành vào ngày 28 tháng 1 năm 2013, như dự kiến trước đó. Cole nói rằng anh "cần thêm một chút thời gian để hoàn thành công việc". Để quảng bá cho Born Sinner, Cole đã phát hành một EP có tựa đề Truly Yours vào ngày 12 tháng 2 năm 2013, dự án bao gồm năm bài hát mà Cole biết sẽ không xuất hiện trên Born Sinner. Vào ngày 14 tháng 2 năm 2013, anh đã phát hành tác phẩm nghệ thuật cho đĩa đơn đầu tiên thông qua Instagram. " Power Trip " được phát hành vào ngày 14 tháng 2 năm 2013, đánh dấu sự hợp tác thứ hai của Cole với nghệ sĩ thu âm R &amp; B Miguel. Sau ngày phát hành dự kiến ban đầu là ngày 28 tháng 1 năm 2013, Cole đã công bố ngày phát hành định sẵn vào ngày 25 tháng 6 năm 2013 cho Born Sinner. Tuy nhiên, khi được thông báo rằng Yeezus của Kanye West sẽ được phát hành chỉ một tuần trước đó vào ngày 18 tháng 6, Cole đã dời ngày phát hành của Born Sinner lên một tuần để cạnh tranh với West. Sau đó, ông nhận xét: "Đây là nghệ thuật và tôi không thể cạnh tranh với người nổi tiếng Kanye West và địa vị mà anh ấy kiếm được chỉ là một thiên tài... Nhưng tôi có thể ghi tên mình vào chiếc mũ và nói với bạn rằng tôi nghĩ album của tôi rất hay và bạn là người phán xét và bạn quyết định. "  Cole phát hành phần thứ hai trong loạt phim Truly Yours vào ngày 30 tháng 4 năm 2013, EP có sự xuất hiện của khách mời từ Bas, Young Jeezy và 2 Chainz. Born Sinner đã bán được 297.000 bản tại Hoa Kỳ trong tuần đầu tiên phát hành, ra mắt ở vị trí thứ hai trên bảng xếp hạng Billboard 200, so với khoảng 30.000 Yeezus của Kanye West. Anh ấy đã phát hành thêm ba đĩa đơn để hỗ trợ cho album, " Crookes Smile " kết hợp với TLC, " Forbidden Fruit " với Kendrick Lamar và " She Knows ". Tính đến  tháng 12 năm 2016, album đã bán được 796.000 bản tại Hoa Kỳ.

### Chỉ2014 Forest Hills Drivevà4 Eyez của bạn:2014-2017
Vào ngày 15 tháng 8 năm 2014, Cole đã phát hành "Hãy tự do" để đáp lại vụ nổ súng của Michael Brown ở Ferguson, Missouri. Ba ngày sau, anh đến thăm thành phố để gặp gỡ những người biểu tình và các nhà hoạt động đang tập trung tại địa điểm chụp anh, thảo luận về tình trạng bất ổn dân sự đang diễn ra trong thành phố. Anh ấy đã trình diễn ca khúc với một câu hát bổ sung tại Buổi diễn muộn với David Letterman vào ngày 10 tháng 12  Vào ngày 16 tháng 11, Cole đã phát hành một video thông báo rằng album phòng thu thứ ba của anh, 2014 Forest Hills Drive, sẽ được phát hành vào ngày 9 tháng 12  Video có đoạn phim giới thiệu về thành phần của album, cũng như tiết lộ rằng tên của album được lấy từ địa chỉ ngôi nhà thời thơ ấu của Cole. Ông tuyên bố rằng album sẽ không bao gồm các đĩa đơn chính và có ít quảng bá, nhưng được hỗ trợ bởi bốn đĩa đơn quảng cáo; " Rõ ràng ", " Wet Dreamz ", " Không có vai trò Modelz " và " Yêu Yourz ". Album ra mắt ở vị trí số một trên Billboard 200 khi phát hành, bán được 353.000 bản trong tuần đầu tiên.
Cole công bố "Forest Hills Drive Tour" vào ngày 13 tháng 2 năm 2015. Chuyến lưu diễn được dùng làm bối cảnh cho album trực tiếp đầu tiên của anh, Forest Hills Drive: Live. Album được ghi lại trong các chương trình của Fayetteville trong tour diễn, và được phát hành vào sinh nhật lần thứ 31 của Cole. Vào ngày 31 tháng 3 năm 2014, Forest Hills Drive đã được chứng nhận bạch kim. Tính đến  tháng 12 năm 2016, album đã bán được 1,24 triệu bản tại Hoa Kỳ. 2014 Forest Hills Drive đã giành giải Album Rap hàng đầu tại Giải thưởng âm nhạc Billboard 2015 và Album của năm tại lễ trao giải BET Hip Hop 2015. Album được đề cử tại Giải thưởng Grammy thường niên lần thứ 58 cho Album Rap hay nhất. Đĩa đơn "Rõ ràng" cũng được đề cử cho Trình diễn Rap xuất sắc nhất.
Vào ngày 15 tháng 12 năm 2015, Cole đã công bố một bộ phim tài liệu có tựa đề J. Cole: Road to Homecoming, trước tác phẩm Forest Hills Drive: Homecoming đặc biệt của HBO. Loạt phim này bao gồm năm tập cũng như có sự xuất hiện của khách mời từ Kendrick Lamar, Wale, Rihanna, Pusha T, Big Sean, Jay Z và Drake. Tất cả các tập đã được phát hành hàng tuần và có sẵn miễn phí trên Vimeo cho đến ngày 9 tháng 1  Forest Hills Drive: Homecoming được phát sóng vào ngày 9 tháng 1 năm 2016.
Vào ngày 29 tháng 7 năm 2016, DJ Khaled đã phát hành album phòng thu thứ chín của mình, Major Key. Cole xuất hiện trong ca khúc "Jermaine's Interlude". "Nói tất cả những gì tôi có thể nói, bây giờ tôi chơi với những suy nghĩ về việc nghỉ hưu" là một câu trích dẫn trực tiếp từ ca khúc khiến một số người hâm mộ của Cole lo lắng về anh ấy và sự nghiệp âm nhạc của anh ấy. Trong một cuộc phỏng vấn với Genius, Doctur Dot của bộ đôi EarthGang ở Atlanta đã giải thích rằng bài hát này ban đầu chỉ là một đoạn cắt ngắn trong 9 phút, anh nói: "Chúng tôi chỉ cố gắng để Bas phát điên với bài hát, nhưng Cole giống như, không thể cưỡng lại nhịp này, 'vì vậy anh ta đã đánh cỏ lần đầu tiên sau một thời gian dài. " "Anh ta lật đổ cỏ dại nhưng chúng tôi đang ở trong nhà để xe một cách cùn, nhịp đập đang chạy trong nền. Chúng tôi xếp chồng lên nhau, tất cả chúng tôi đều có những câu thơ trên đó, đó là một bản thu âm và giống như, chín câu thơ dài. "  Vào ngày 4 tháng 11 năm 2016, Cole đã biểu diễn tại Hillary Clinton Rally của Jay Z và Beyoncé ở Cleveland, Ohio, cùng với Big Sean và Chance the Rapper. Vào ngày 8 tháng 11 năm 2016, Spillage Village đã phát hành phiên bản chính thức của "Jermaine's Interlude", được gọi là "Không thể gọi nó". Bài hát có Cole, EarthGang, Bas và JID 

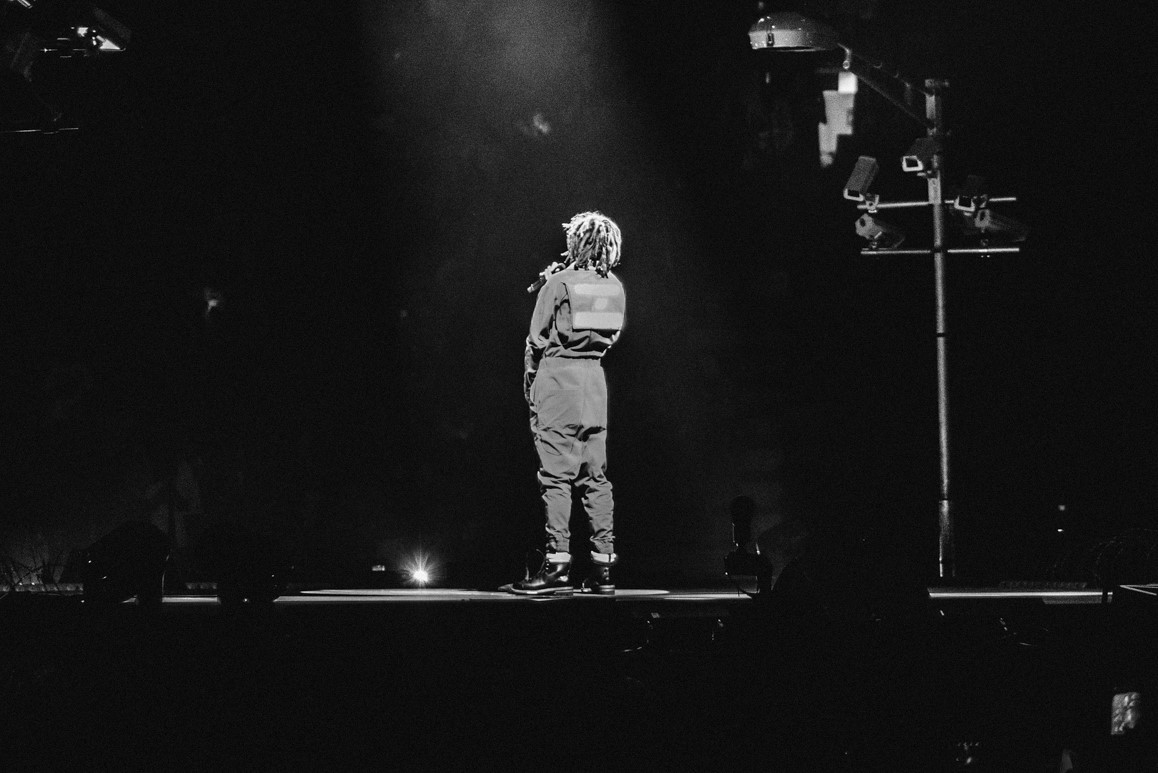
Cole biểu diễn tại Toronto trong tour diễn 4 Your Eyez Only 2017

Vào ngày 1 tháng 12 năm 2016, tác phẩm nghệ thuật và danh sách ca khúc cho album thứ tư của Cole, có tựa đề 4 Your Eyez Only, đã được hiển thị trên iTunes để đặt hàng trước, với ngày phát hành vào ngày 9 tháng 12 năm 2016. Vào ngày 2 tháng 12 năm 2016, Cole đã phát hành một bộ phim tài liệu dài 40 phút có tên Eyez, trên Tidal. Nó có các cảnh quay hậu trường của Cole và các cộng tác viên làm việc trong album, bao gồm hai video âm nhạc cho các bài hát "Tiên tri giả" và "Mọi người chết"; không có bài hát nào được đưa vào album  Vào ngày 5 tháng 12, "Tiên tri giả" và "Mọi người chết" đã được phát hành dưới dạng đĩa đơn cho cửa hàng iTunes và các dịch vụ phát trực tuyến khác. 4 Your Eyez Chỉ ra mắt ở vị trí số một trên Billboard 200 với 492.000 đơn vị tương đương album, trong đó 363.000 là doanh số album thuần túy, trở thành album số một thứ tư của Cole. Ca khúc " Deja Vu " lọt vào Billboard Hot 100 của Hoa Kỳ ở vị trí thứ 7 mà không được phát hành dưới dạng đĩa đơn, trở thành bài hát xếp hạng cao nhất của J. Cole. Tất cả 10 bài hát từ 4 Your Eyez Only đã ra mắt trong top 40 của Hot 100, sau khi chỉ có bốn bài hit 40 với tư cách là một nghệ sĩ solo. "Tiên tri giả" và "Mọi người đều chết" cả hai cũng được xếp hạng. Cole đạt được mười hai mục Hot 100 đồng thời trong một tuần. "Deja Vu" được phát hành dưới dạng đĩa đơn đầu tiên vào ngày 10 tháng 1 năm 2017. Vào ngày 12 tháng 1 năm 2017, 4 Your Eyez Only đã được chứng nhận vàng bởi Hiệp hội Công nghiệp ghi âm Hoa Kỳ (RIAA). Vào ngày 7 tháng 4 năm 2017, album đã được chứng nhận bạch kim bởi Hiệp hội Công nghiệp ghi âm Hoa Kỳ (RIAA).
Vào ngày 16 tháng 1 năm 2017, Cole bất ngờ phát hành một ca khúc có tiêu đề "Cao trong nhiều giờ" thông qua SoundCloud của mình. Bài hát được sản xuất bởi Elite và Cam O'Bi. Bài hát được phát hành trên cửa hàng iTunes dưới dạng đĩa đơn vào ngày 18 tháng 1. Cole công bố tour diễn 4 Your Eyez Only World vào ngày 21 tháng 2 năm 2017, tour bao gồm 62 ngày trên khắp Bắc Mỹ, Châu Âu và Úc. Vào ngày 24 tháng 3 năm 2017, HBO đã công bố một bộ phim tài liệu có tựa đề J. Cole: 4 Your Eyez Only, bộ phim được phát sóng vào ngày 15 tháng 4 năm 2017. Bộ phim được đạo diễn bởi Cole và Scott Lazer. Nó hiện có sẵn trên YouTube.

### 2018 − hiện tại:KOD,ROTD III,Mùa giảm giávàMùa thu
Vào ngày 16 tháng 4 năm 2018, J. Cole đã công bố một sự kiện miễn phí bất ngờ cho người hâm mộ tại Nhà hát Gramercy ở thành phố New York. Sự kiện này hóa ra là một phiên nghe cho album sắp phát hành của anh ấy, có tên KOD, được phát hành vào ngày 20 tháng 4 năm 2018. Cole tổ chức một buổi nghe thứ hai tại London vào ngày hôm sau. Bìa và danh sách ca khúc của album cho thấy mười hai bài hát và hai tính năng, cả hai đều do bản ngã thay đổi của Cole, Kill Edward. Cole đã đề cập rằng KOD có 3 ý nghĩa, Kids on Drugs, King Overdoses và Kill Our Demons. Ảnh bìa cho KOD được thực hiện bởi một nghệ sĩ ở Detroit tên Kamau Haroon, người có tên Sixmau. Album chạm đến nhiều chủ đề bao gồm lạm dụng ma túy, nghiện, trầm cảm và tham lam.
Tại Hoa Kỳ, vào ngày phát hành, KOD đã phá vỡ kỷ lục trước đó về Lượt xem của Drake vào năm 2017 bằng cách nhận 64,5 triệu lượt phát trên Apple Music. Nó đã tích lũy được 36,7 triệu lượt phát trên Spotify trong 24 giờ đầu tiên. Ngoài ra, ca khúc có tiêu đề cũng đã vượt qua " Look What You Made Me Do " của Taylor Swift với 0,4 triệu lượt phát trong ngày đầu tiên. Album ra mắt ở vị trí số một trên Billboard 200 của Hoa Kỳ, kiếm được 397.000 đơn vị tương đương album, bao gồm 174.000 doanh số thuần túy, trở thành album số một thứ năm của Cole. J. Cole cũng trở thành hành động đầu tiên đồng thời ra mắt ba bài hát trong top 10 của Billboard Hot 100, với " ATM " (lúc 6), " Trái tim của Kevin " (8) và " KOD " (10). Phần còn lại của album cũng đã ra mắt trong Hot 100, tổng cộng có mười hai bài hát trên bảng xếp hạng. " KOD " đã được phát hành dưới dạng đĩa đơn đầu tiên của album, vào ngày 8 tháng 5 năm 2018. Cole phát hành video âm nhạc cho các bài hát "ATM" và "Kevin's Heart", cả hai video đều do Cole và Scott Lazer đạo diễn. " ATM " đã tác động đến đài phát thanh đương đại nhịp nhàng của Hoa Kỳ vào ngày 31 tháng 7 năm 2018, là đĩa đơn thứ hai của album. Các bài hát trong album đã được giới thiệu trong NBA Playoffs 2018 chính thức và chương trình khuyến mãi Chung kết NBA cho ESPN. Vào ngày 27 tháng 4 năm 2018, thông báo rằng Cole đang làm việc cho một dự án khác có tên The Fall Off, Cole nói rằng anh ấy dự định phát hành The Fall Off trước khi anh ấy thu âm KOD. Cole cũng xác nhận rằng anh ấy đang làm việc với album Kill Edward. Vào ngày 14 tháng 5 năm 2018, KOD đã được chứng nhận Vàng bởi Hiệp hội Công nghiệp ghi âm Hoa Kỳ (RIAA) để bán hơn 500.000 đơn vị tương đương album ở Mỹ. Album đã được chứng nhận Bạch kim bởi Hiệp hội Công nghiệp ghi âm Hoa Kỳ (RIAA) với một triệu đơn vị tương đương album tại Hoa Kỳ.
Cole đã công bố KOD Tour vào ngày 8 tháng 5 năm 2018, Young Thug, Jaden Smith, EarthGang và Kill Edward đóng vai trò là những người hỗ trợ. Chuyến lưu diễn sẽ bao gồm 34 ngày ở Bắc Mỹ, bắt đầu tại Miami, vào ngày 9 tháng 8 và kết thúc tại Boston, vào ngày 10 tháng 10 năm 2018. Cole đã biểu diễn "Giới thiệu" và "Bạn bè" tại Giải thưởng BET 2018 vào ngày 24 tháng 6 năm 2018. Ca sĩ Daniel Caesar đã biểu diễn một phần của "Intro" và phần điệp khúc cho "Friends", rapper Wale cũng là một phần của bộ này.
Vào ngày 7 tháng 8 năm 2018, Cole đã phát hành một đĩa đơn có tựa đề " Album của năm (Tự do) ". Đĩa đơn được kèm theo một video âm nhạc, được công chiếu trên WorldStarHipHop. Cole cũng đã công bố một dự án mới có tên The Off Season, mà anh dự định phát hành trước album phòng thu tiếp theo của mình, The Fall Off. Trong phần mô tả cho video, nó ghi: " Mùa sắp đến... Mọi con đường đều dẫn đến The Fall Off - Cole ". Trong một cuộc phỏng vấn cho Billboard vào tháng 9 năm 2018, Cole cho biết anh dự định sẽ cất cánh năm 2019 từ chuyến lưu diễn để hoàn thành công việc trong The Off Season, The Fall Off và dự án Kill Edward.
Vào ngày 6 tháng 1 năm 2019, Cole đã lên Twitter để thông báo album tổng hợp của Dreamville Revenge of the Dreamers III bằng cách tải lên một lời mời giống như poster vàng. Áp phích có nội dung: Sự hiện diện và sự tham gia của bạn được yêu cầu cho các buổi ghi âm của album tổng hợp sắp tới Revenge of The Dreamers III. Theo lời mời, các phiên ghi âm đang diễn ra tại Atlanta bắt đầu từ ngày 6 tháng 1 đến ngày 16 tháng 1 năm 2019. Trong suốt 10 ngày ghi âm, lời mời đã được chia sẻ bởi toàn bộ đội hình của Dreamville, giữa các nghệ sĩ và nhà sản xuất khác ngoài Dreamville. Hơn 90 nghệ sĩ và nhà sản xuất đã được mời đến các phiên.
Vào ngày 21 tháng 1 năm 2019 Cole đã công bố đĩa đơn, "Middle Child", sẽ được phát hành vào ngày 23 tháng 1, được sản xuất bởi T-Minus. Trước khi thông báo, bốn tin nhắn đã được chia sẻ trên Instagram của Cole: "Tôi đang lập danh sách. Tôi đang viết tên. Tôi đang tải clip của mình. Tôi đang đếm đạn của tôi. " 

## Ảnh hưởng nghệ thuật
Cole đã trích dẫn một số nghệ sĩ hip-hop ảnh hưởng đến phong cách rap của anh ấy, bao gồm Tupac Shakur, Jay Z, Eminem, Nas và Andre 3000. Ông mô tả trong một cuộc phỏng vấn với Steve Lobel, "Jay [Z] là một người cố vấn trước khi tôi ký hợp đồng với anh ấy." "Tôi đã nghiên cứu động tác của anh ấy rất nhiều... Tôi phải đi tour cùng anh ta và ăn cắp rất nhiều đá quý. Đó là cách bạn phải làm điều đó. Bạn phải học và lấy những thứ từ những điều tốt nhất. Vì vậy, Jay là người cố vấn của tôi trước khi tôi ký hợp đồng với anh ấy. Và bây giờ tôi đã ký hợp đồng với anh ấy, thật may mắn khi có thể gặp anh ấy để xin lời khuyên và có được 20 năm kinh nghiệm thực sự hoặc dù anh ấy đã ở trong trò chơi bao lâu. Nó là vô giá. "" Rapper yêu thích của tôi là Pac, "anh nói. "Anh ấy là rapper yêu thích của tôi trước khi tôi bắt đầu rap. Trước khi tôi nghĩ đến - Nó đến từ Michael Jackson, Bobby Brown khi còn bé và các nghệ sĩ như thế. Ngay cả Kool Moe Dee. Chỉ là anh chàng lạnh lùng mà tôi tìm đến. Và rồi một ngày, cha dượng tôi từ nhà trở về - Tôi không biết liệu anh ta có trở lại sau Bão táp Sa mạc không... Tôi nhớ anh ấy về nhà với album Pac đầu tiên đó. Với " Brenda's Got A Baby ". Đó là 2Pacalypse Now. Và kể từ đó - Khi tôi còn quá trẻ để biết anh ấy đang nói về điều gì, nhưng nó đã kết nối. Vì đó là điều về nghệ thuật. Đó chỉ là sự thật. Thật thẳng thắn - Dù bạn cảm thấy thế nào. Vì vậy, ngay cả khi là một đứa trẻ bảy tuổi, đứa trẻ tám tuổi, tôi có thể nghe những album đầu của Pac và cảm nhận được sự thật. "  Cole đã đưa ra những so sánh với Nas sau khi phát hành Friday Night Light, nói rằng Nas đóng vai trò là nguồn cảm hứng chính đằng sau việc tạo ra mixtape. Cole sau đó đã đề cập đến sự tương đồng về âm nhạc của họ trên " Let Nas Down ", một bài hát được viết và sáng tác do những bình luận chê bai của anh ấy đối với " Work Out ". Để đáp lại bản thu âm này, Nas đã phát hành bài hát "Made Nas Proud" ngay sau đó.
Năm 2014, trong một cuộc phỏng vấn với Angie Martinez, Cole đã liệt kê Tupac, The Notorious BIG, Nas và Jay Z là bốn rapper hàng đầu của anh mọi thời đại, với André 3000 và Eminem là người đứng thứ năm.

## Tranh cãi
Vào tháng 8 năm 2013, Cole và Diddy được cho là đã tham gia vào một cuộc tranh cãi tại Giải thưởng Video âm nhạc MTV 2013 sau bữa tiệc ở thành phố New York. Các báo cáo cho biết vụ việc bắt đầu khi Diddy cố gắng đối đầu với rapper Kendrick Lamar về yêu sách "King of New York" trong câu thơ " Control " của anh. Diddy bị cáo buộc đã cố gắng rót đồ uống cho Lamar và Cole đã can thiệp. Hai người bắt đầu cãi nhau và Cole và Diddy bị cáo buộc đã vào cuộc tranh cãi, sau đó dẫn đến các vấn đề giữa hai nhóm riêng của họ. Sau một hồi xô xát, cả hai nhóm tách ra. Ibrahim Hamad, một người bạn thân của Cole và chủ tịch của Dreamville Records đã lên Twitter để giải quyết những tin đồn nói rằng: "Internet là một nơi điên rồ mà bạn niggaz báo cáo không có sự thật, Cole không bị ném ra ngoài bữa tiệc và anh ta chắc chắn Không bị đánh bại ", anh ta tiếp tục nói," Không phải đi vào chi tiết về đêm qua mà hãy tìm hiểu sự thật ngay trước khi bạn vội vàng báo cáo một số shit cho một số lần nhấp vào blog ". Vài tháng sau vụ việc, Cole và Diddy bị cáo buộc đã bóp thịt bò khi cả hai được nhìn thấy trong một video quảng cáo Revolt, nói đùa về vụ việc.
Khi phát hành bộ phim tài liệu Eyez vào năm 2016, các bài hát "Everybody Dies" và "false Prophets" đã gây ra tranh cãi trong cộng đồng hip hop, vì nhiều người cho rằng "Everybody Dies" chứa các bức ảnh nhắm vào các rapper Lil Uzi Vert và Lil Yachty. Trong một cuộc phỏng vấn với đài phát thanh Power 106 của Los Angeles, Lil Yachty đã trả lời: "Tôi không nghe J. Cole [nhưng] tôi chắc chắn đã nghe nó [và] mọi người nói rằng anh ấy đang nói về tôi. Anh ta nói 'Lil.' Tôi không nhỏ Tên tôi có 'Lil' trong đó nhưng có rất nhiều rapper 'Lil'. [Đó là] tôi hoặc Uzi. Thành thật mà nói, tôi không làm gì cả. "  Lil Uzi Vert thừa nhận theo dõi, anh trả lời qua Twitter trên 02 Tháng 12 2016 bằng cách đơn giản tweet, "Nghe một số shit đẹp ngày hôm nay @JColeNC"  Mọi người cũng cho rằng câu đầu tiên về "tiên tri giả" gồm trực tiếp bức ảnh tại rapper Kanye West, do Cole đề cập đến sự thay đổi nhận thức của công chúng về phương Tây bởi giới truyền thông và người hâm mộ; cũng như nhập viện gần đây của Kanye. Nhiều người cũng cho rằng câu thơ thứ hai nhắm vào rapper Wale, với Cole nói rằng mặc dù album thứ tư của Wale nhận được thành công khá quan trọng và thương mại, Wale vẫn bị một số đồng nghiệp hiểu lầm và xem nhẹ. Vào ngày 3 tháng 12, Wale đã phát hành một ca khúc, được gọi là "Ngày con rắn" như một phản ứng với "Tiên tri giả", và cặp đôi được phát hiện cùng nhau tại Raleigh, North Carolina trong một trận bóng rổ của Đại học bang Bắc Carolina vào cuối ngày hôm đó. Cole nói về "Tiên tri giả" trong một cuộc phỏng vấn với tờ New York Times, anh nói: 
| “ | Các rapper rap về các rapper khác mọi lúc - xúc phạm thăng hoa, tấn công trực tiếp - nhưng hiếm khi từ một nơi yêu thương. "Điều đó nói lên tình trạng của chúng ta như một dân tộc", ông nói. "Trong một thời gian dài, trạng thái tâm trí của tôi là, tôi phải cho thấy người đàn ông tiếp theo tôi vượt qua những quán bar này tốt đến mức nào. Ai là người giỏi nhất? Hãy để tôi chứng minh điều đó. Và nó giống như, chết tiệt, tôi thực sự ăn vào một chu kỳ khiến người da đen thất vọng, tôi thực sự ăn vào đó. | ” |

Vào tháng 4 năm 2018, rapper Lil Pump đã trêu chọc một bài hát có tựa đề " Quái J. Cole" được sản xuất bởi đồng nghiệp rapper Smokepurpp. Các phương tiện truyền thông và rapper suy đoán rằng bài hát " 1985 " từ KOD là một câu trả lời cho cả hai, trong khi Cole nói trong một cuộc phỏng vấn của VARM rằng "Đó thực sự là một tình huống 'phù hợp với giày' mà nhiều người có thể mang giày đó."  Lil Pump đã phản ứng với bài hát vài giờ sau khi phát hành album thông qua Instagram với nội dung: "Wow, bạn nhận được rất nhiều đạo cụ. Bạn đã bỏ đi một đứa trẻ 17 tuổi, khập khiễng. "  Cuối ngày hôm đó trong một buổi hòa nhạc ở Atlanta, Smokepurrp, cùng với những người hâm mộ của anh ấy đã nổ ra một câu ca tụng "Quái J. Cole". Theo Cole, mục tiêu của bài hát là tổng quát hơn. Anh ấy nói rằng nó nhắm vào những gì anh ấy xem là phiên bản hoạt hình của hip-hop, anh ấy giải thích: "Nếu bạn loại trừ ba rapper hàng đầu trong trò chơi, tất cả các rapper xuất hiện nhất đều là những phiên bản phóng đại của các khuôn mẫu đen. Vô cùng nhếch lên. Tóc nhiều màu sắc. Rực rỡ. Tên thương hiệu. Đó là biếm họa, và vẫn là đại diện thống trị của người da đen, trên định dạng giải trí phổ biến nhất cho người da đen, giai đoạn này. "  Vào ngày 4 tháng 5 năm 2018, khi Cole đang biểu diễn tại lễ hội JMBLYA ở Dallas, anh ấy đã biểu diễn "1985", cắt đoạn nhạc đệm để anh ấy có thể rap câu hát của mình một cappella. Đám đông nổ ra trong tiếng hô "Pump Lil Pump" và "Fuck 6ix9ine ". Cole ngay lập tức tắt tiếng hô vang nói với đám đông, "Đừng làm thế."  Cole đã biểu diễn "1985" trong buổi biểu diễn Lễ hội âm nhạc vào ngày 11 tháng 5 năm 2018 tại Miami. Trong buổi biểu diễn, Lil Pump đã được nhìn thấy nhảy theo bài hát gần sân khấu. Vào ngày 25 tháng 5, sau khi lăn lộn, J. Cole và Lil Pump ngồi xuống một cuộc phỏng vấn kéo dài một giờ cho thấy rằng một miếng thịt bò được cho là giữa hai người đã kết thúc. Cole hỏi Pump về những bình luận "Quái J. Cole" trong âm nhạc và phương tiện truyền thông xã hội của anh ấy. Pump trả lời bằng cách tuyên bố rằng anh đã thấy người hâm mộ của mình bình luận nó trên phương tiện truyền thông xã hội và không biết tại sao. "Nhưng bây giờ tôi có được nó," anh nói. "Chúng tôi tạo ra nhiều loại âm nhạc khác nhau, vì vậy mọi người thích... Mọi người chỉ thích làm chuyện đó thôi. " Anh ấy tiếp tục, "Nó thậm chí không nghiêm trọng... Thật khó. " 

## Dự án kinh doanh

### Dreamville Records
Trong quá trình sáng tác The Come Up, Cole bắt đầu hãng thu âm của riêng mình vào đầu năm 2007 với chủ tịch hãng hiện tại Ibrahim Hamad. Cole tìm kiếm một con đường để phát hành âm nhạc của riêng mình, trong khi Hamad khao khát bắt đầu một hãng thu âm, khiến hai người hợp tác để thành lập Dreamville Records. Nhãn hiện được phân phối bởi Interscope Records.

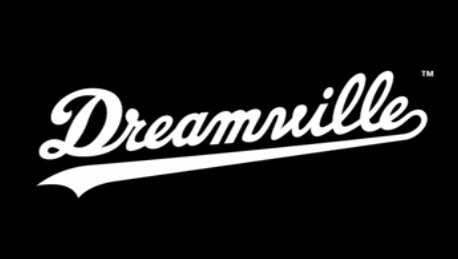
Logo của Cole's Dreamville Records

Cole, Omen và Bas là những nghệ sĩ khai trương của nhãn hiệu này. Nhãn chứa các nghệ sĩ bao gồm Cole, Omen, Bas, Cozz, Lute, Ari Lennox, JID, và bộ đôi EarthGang. Các nhà sản xuất nội bộ bao gồm Elite, Ron Gilmore, Cedric Brown, và Meez. Dreamville Records đã phát hành chín album, với ba đĩa bạch kim được chứng nhận hoặc cao hơn bởi Hiệp hội Công nghiệp ghi âm Mỹ (RIAA).

### Quỹ Dreamville
Vào tháng 10 năm 2011, Cole thành lập Quỹ Dreamville, một tổ chức phi lợi nhuận 501 (c) (3). Quỹ nói rằng nó được "tạo ra để" thu hẹp khoảng cách "giữa thế giới cơ hội và giới trẻ thành thị" của quê hương Cole, Fayetteville, Bắc Carolina. Với các tình nguyện viên, Quỹ thực hiện các hoạt động từ thiện, chẳng hạn như "Tặng quà cho trường học hàng năm" để cung cấp đồ dùng cho học sinh. Quỹ cũng đã ra mắt một câu lạc bộ sách dành cho nam thanh niên và tài trợ "Cuộc thi viết hoàn hảo của ai và bữa nửa buổi của mẹ" dành cho sinh viên. Nó tài trợ cho một sự kiện cuối tuần hàng năm của các sự kiện cộng đồng Fayetteville được gọi là "Dreamville Cuối tuần" có cuộc thảo luận với Câu lạc bộ sách dành cho giới trẻ và Bữa tối đánh giá cao và hội thảo Ngày hội nghề nghiệp của các chuyên gia người Mỹ gốc Phi trong nhiều lĩnh vực.
Vào năm 2014, Cole đã mua ngôi nhà thời thơ ấu của mình ở Fayetteville, Bắc Carolina, với giá 120.000 đô la thông qua Quỹ Dreamville. Ngôi nhà đã được lấy lại từ mẹ của anh ta nhiều năm trước, trong khi Jermaine đang theo học đại học ở New York. Kế hoạch của anh là biến ngôi nhà thành nhà ở cho những bà mẹ đơn thân và con cái của họ được sống miễn tiền thuê nhà.

### Tidal
Vào tháng 3 năm 2015, Project Panther, doanh nghiệp của cố vấn của Cole, Jay-Z, đã mua lại Aspiro, chủ sở hữu của dịch vụ phát nhạc trực tuyến Tidal, với số tiền được báo cáo là 56 triệu đô la. J. Cole là một cổ đông nhỏ của dịch vụ, cùng với 15 cổ đông nghệ sĩ khác, bao gồm Kanye West, Usher, Alicia Keys, Beyoncé, Rihanna, Madonna, Daft Punk, deadmau5 và Nicki Minaj.

### Lễ hội Dreamville
Vào ngày 27 tháng 4 năm 2018, J. Cole đã công bố Lễ hội Dreamville, lễ hội sẽ bao gồm âm nhạc, văn hóa, ẩm thực và nghệ thuật địa phương, nó cũng sẽ bao gồm một sự kết hợp giữa những người mới và các nghệ sĩ quốc gia. Lễ hội sẽ được tổ chức tại Công viên Dorothea Dix lịch sử ở Raleigh, Bắc Carolina vào ngày 15 tháng 9 năm 2018. Nó dự kiến sẽ là một lễ hội hàng năm. Lễ hội Dreamville sẽ quyên góp tiền cho Hội tụ Công viên Dorothea Dix và Quỹ Dreamville. Buổi hòa nhạc đã bị hủy do biến chứng thời tiết do cơn bão Florence mang lại. Tuy nhiên, lễ hội đã được lên lịch lại vào ngày 6 tháng 4 năm 2019.

## Đời tư
Trong một cuộc phỏng vấn vào tháng 1 năm 2016 với đạo diễn Ryan Coogler, Cole tiết lộ rằng anh đã kết hôn. Vợ ông, Melissa Heholt, học tại Đại học St. John's với Cole; cô là giám đốc điều hành của Dreamville Foundation. Cũng trong một cuộc phỏng vấn vào tháng 5 năm 2018 với người dẫn chương trình phát thanh Angie Martinez, Cole tuyên bố rằng anh và vợ có một đứa con trai. Một quả trứng Phục sinh nhỏ có thể tham chiếu điều này trong video "Trái tim của Kevin" năm 2018, nơi anh ta được nhìn thấy đang mua sắm một chiếc xe đẩy mới cùng với diễn viên hài Kevin Hart.

## Danh sách đĩa hát
Album phòng thu

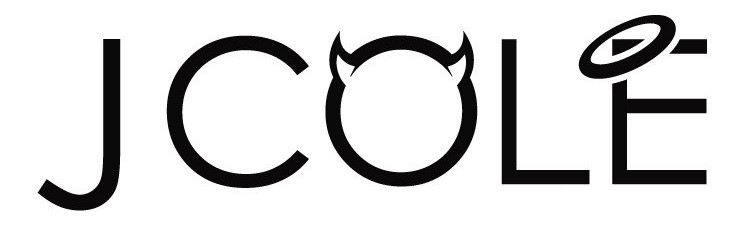
Logo được J. Cole sử dụng trước đó trong sự nghiệp của mình.

- Cole World: Câu chuyện bên lề (2011)
- Born Sinner (2013)
- 2014 Forest Hills Drive (2014)
- 4 Chỉ Eyez của bạn (2016)
- KOD (2018)

## Tour hòa nhạc
Trụ cột
- Thế giới Cole... World Tour (2011) [187]
- Chuyến đi mơ ước gì có thể đến (2013 2015) [188]
- Dollar & A Dream Tour (2013) [189]
- Dollar & A Dream Tour 2014: The warm Up (2014) [190]
- Chuyến tham quan Forest Hills Drive (2015) [191]
- Dollar & A Dream Tour III: Friday Night Light (2015) [192]
- 4 Chuyến tham quan thế giới duy nhất của bạn (2017) [193]
- Tour KOD (2018)

Đồng sáng tạo
- Chuyến tham quan ý thức trong khuôn viên trường (with Big K.R.I.T.) (2012) [194]
- Sự trả thù của những kẻ mộng mơ NYC Crawl (with Dreamville) (2015) [195]

Hành động hỗ trợ
- Chuyến du lịch mùa thu Jay-Z (Jay Z) (2009)
- Tour thiếu hụt chú ý (Wale) (2009) [196]
- Tour lớn (Rihanna) (2011)
- Câu lạc bộ Paradise Paradise (Drake) (2012)
- Rapture Tour (Eminem) (2014)

## Đóng phim
| Phim và truyền hình | Phim và truyền hình            | Phim và truyền hình    | Phim và truyền hình |
| Năm                 | Chức vụ                        | Vai trò                |                     |
| ------------------- | ------------------------------ | ---------------------- | ------------------- |
| 2015                | J. Cole: Đường về quê hương    | Bản thân anh ấy        |                     |
| 2015                | Forest Hills Drive: Homecoming | Bản thân anh ấy        |                     |
| 2016                | Mắt                            | Bản thân anh ấy        |                     |
| 2017                | J. Cole: 4 Chỉ mắt của bạn     | Bản thân anh ấy        |                     |
| 2017                | Nuôi nấng Bertie               | Nhà sản xuất điều hành |                     |